# Гунчак Руслан Іванович
Русла́н Іва́нович Гунча́к (нар. 9 серпня 1979 року, с. Шишківці, Кіцманський район, Чернівецька область) — український футболіст, півзахисник. Найкращий бомбардир першої ліги України сезону 2010/11. Провів понад 500 офіційних матчів у складі різних команд, з них більше 300-т у вищих дивізіонах країн СНД. Після завершення активної кар'єри гравця став футбольним тренером.

## Спортивна біографія

### Кар'єра гравця
Вихованець буковинського футболу. Перший тренер — Онуфрій Григорович Савчук.

За команду «Буковина» (Чернівці) дебютував 31 липня 1998 року у виїзній грі першої ліги проти «Чорноморця» (Одеса).

У 2002 році грав за івано-франківські «Прикарпаття», куди його запросив Олександр Іщенко. Всього за клуб провів 17 матчів у першій лізі. Команда в сезоні 2001/02 посіла 5 місце, після цього керівництво клубу змінило ставлення до клубу, багато гравців покинули «Прикарпаття». Гунчак влітку 2002 року перейшов в маріупольський «Металург», пізніше клуб називався «Іллічівець», підписавши дворічний контракт. У вищій лізі дебютував 7 липня 2002 року в домашньому матчі проти полтавської «Ворскли-Нафтогаз» (4:1), Гунчак почав матч в основі, але на 71 хвилині був замінений на Костянтина Сахарова. Всього за «Іллічівець» провів 46 матчів і забив 2 голи, також провів 4 матчі і забив 2 голи за «Іллічівець-2» у другій лізі.
У липні 2004 року підписав контракт з харківським «Металістом», хоча також міг перейти в «Ворсклу» або «Закарпаття». У виїзному матчі проти чемпіона України донецького «Шахтаря» (0:1) Гунчак забив єдиний гол. У команді грав протягом року, став основним гравцем і зіграв 24 матчі і забив 4 м'ячі за «Металіст».
Влітку 2005 року перейшов у клуб «Харків», так як хотів грати під керівництвом Геннадія Литовченка. У сезоні 2007/08 Гунчак разом з Федецьким став найкращим бомбардиром клубу — 5 м'ячів. У травні 2009 року був відрахований з команди, тоді головним тренером «Харкова» був Михайло Стельмах. Пізніше Руслан сказав що, він покинув «Харків» через фінансові проблеми і проблеми з керівництвом клубу. За підсумками сезону 2008/09 «Харків» посів останнє місце в Прем'єр-лізі і вилетів у першу, Гунчак став найкращим бомбардиром клубу, забивши 4 м'ячі, також як і Руслан Платон. У «Харкові» він виступав як капітан, всього за клуб провів 93 матчі і забив 10 м'ячів.

Руслан у складі «Буковини»

Після підтримував форму, виступаючи за команду «Дрім-Тім» в чемпіонаті Чернівецької області і за команду «Лужани» в аматорському чемпіонаті України. За «Лужани» провів 4 матчі і забив 1 гол.
Влітку 2009 року побував на перегляді в мінському «Динамо» і «Нефтчі» (Баку). Контракт все ж підписав з азербайджанським «Сімургом», угода була розрахована на один рік. 9 липня 2009 дебютував в єврокубках в матчі кваліфікації Ліги Європи проти ізраїльського «Бней Ієгуди». «Сімург» поступився ізраїльтянам з рахунком (4:0 за сумою двох матчів) і вилетів з турніру. Гол Руслана в матчі чемпіонату Азербайджану проти «Карвана», був визнаний найкрасивішим голом «Симурга» в першій половині чемпіонату на думку клубного сайту.
У липні 2010 року підписав річний контракт з «Буковиною», хоча влітку планував завершити кар'єру . За підсумками першої половини сезону 2010/11 Гунчак став найкращим бомбардиром першої ліги, разом з Матвієм Бобалем забивши 13 м'ячів. З 2013 року виступав у вищій лізі Білорусі за «Нафтан» з міста Новополоцка. У грудні 2016 року вирішив припинити співпрацю з «Нафтаном». Останній матч за «Нафтан» Руслан зіграв у місті Гродно проти місцевого «Німану», а останній гол він забив у ворота «БАТЕ» 25 жовтня 2015 року. Наприкінці серпня 2017 року прийняв пропозицію по виступати і ще деякий час за найсильніший аматорський клуб чемпіонату Чернівецької області «Волока» — де став володарем кубка та суперкубка області.

#### Стиль гри
Гунчак виступав на позиції півзахисника, міг зіграти також в захисті. Він різноплановий гравець і хороший в творенні, володіє хорошим ударом. Виступаючи за «Іллічівець» грав у центрі півзахисту і часто відходив назад у захист. Виступаючи за «Буковину» він грав на місці опорного півзахисника і часто підходив ближче до нападу.

### Тренерська кар'єра
Після багаторічного досвіду як гравця, з лютого по червень 2017 року входив до тренерського штабу рідної «Буковини» (як граючий тренер), яку очолював Олег Ратій. А вже у 2018 році очолив (як граючий наставник) аматорський клуб рідного краю «Неполоківці» (Неполоківці), який під його керівництвом став чемпіоном, фіналістом Кубка та Суперкубка Чернівецькій області. З 2019 року на тій же посаді працював вже в клубі «Волока». Команда під його орудою здобула всі обласні титули 2019 сезону.

## Статистика
| Україна           | Матчі | Кількість забитих м'ячів |
| ----------------- | ----- | ------------------------ |
| Вища ліга         | 162   | 16                       |
| Кубок             | 17    | 4                        |
| Перша ліга        | 152   | 35                       |
| Друга ліга        | 41    | 10                       |
| Кубок Другої ліги | 6     | 0                        |
| Азербайджан       | Матчі | Кількість забитих м'ячів |
| Вища ліга         | 31    | 7                        |
| Кубок             | 2     | 0                        |
| Білорусь          | Матчі | Кількість забитих м'ячів |
| Вища ліга         | 117   | 15                       |
| Кубок             | 8     | 0                        |
| Суперкубок        | 1     | 0                        |
| Єврокубки         | Матчі | Кількість забитих м'ячів |
| Ліга Європи УЄФА  | 1     | 0                        |
| Всього за кар'єру | 538   | 87                       |

## Титули та досягнення

### Як гравець
Командні
- Переможець Другої ліги України (1): 2000
- Фіналіст Суперкубка Білорусі (1): 2013

Особисті
- Найкращий бомбардир першої ліги чемпіонату України: 2010/2011 року.
- Найкращий бомбардир ФК «Харків» (2): 2008, 2009 року.
- Найкращий бомбардир «Буковини»: 2011 року.

### Як тренер
«Неполоківці»
- Чемпіон Чернівецької області (1): 2018.
- Фіналіст Кубка Чернівецької області (1): 2018.
- Фіналіст Суперкубка Чернівецької області (1): 2018.

«Волока»
- Чемпіон Чернівецької області (1): 2019.
- Володар Кубка Чернівецької області (1): 2019.
- Володар Суперкубка Чернівецької області (1): 2019.

## Особисте життя
Мешкає в Чернівцях, інколи навідується до рідного села Шишківці, де живуть батьки: Іван Дмитрович і Марія Петрівна.
Одружений. Разом з дружиною Тетяною виховують сина Максима (2006 р. н.).